# Князево (Себезький район)
Князево (рос. Князево) — присілок в Себезькому районі Псковської області Російської Федерації.
Населення становить 18 осіб. Входить до складу муніципального утворення Муніципальне утворення Ідриця.

## Історія
Від 2015 року входить до складу муніципального утворення Муніципальне утворення Ідриця.

## Населення
| 2001 | 2002 | 2010 |
| ---- | ---- | ---- |
| 35   | ↘25  | ↘18  |